# Igor Lapšin
Igor Lapšin (* 8. srpna 1963) je bývalý sovětský a později běloruský atlet, halový mistr světa v trojskoku.

## Kariéra
Na olympiádě v Soulu v roce 1988 získal v soutěži trojskokanů stříbrnou medaili. V roce 1990 se na jaře stal v této disciplíně halovým mistrem Evropy a v létě vybojoval v trojskoku bronzovou medaili na evropském šampionátu ve Splitu. Největší úspěch pro něj znamenal titul halového mistra světa v trojskoku z roku 1991.

## Osobní rekordy
- venku – 17,69 m – 1988